# سرودخوان نورونیا
سرودخوان نورونیا(نام علمی: Vireo gracilirostris) نام یک گونه از سرده سرودخوان است.